# Mabatli
Mabatli (arab. معبطلي) – miasto w Syrii, w muhafazie Aleppo. W 2004 roku liczyło 1941 mieszkańców.